# يحيى كالي
يحيى كالي (من مواليد 20 مارس 2001) هو لاعب كرة قدم سويدي محترف يلعب في نادي جرونينجن الهولندي كظهير أيسر .